# Stellidia inconspicua
Stellidia inconspicua är en fjärilsart som beskrevs av Walker 1865. Stellidia inconspicua ingår i släktet Stellidia och familjen nattflyn. Inga underarter finns listade i Catalogue of Life.